# سیارک ۲۰۷۳۸۵
سیارک ۲۰۷۳۸۵ (به انگلیسی: 207385 Maxou، نامگذاری:2005RU4) دویست و هفت هزار و سیصد و هشتاد و پنجمین سیارک کشف شده‌است که در ۴ سپتامبر ۲۰۰۵ کشف شد.